# Hazelwood, Missouri
Hazelwood là một thành phố thuộc quận St. Louis trong tiểu bang Missouri, Hoa Kỳ. Dân số năm 2006 là 25.523 người.  Thành phố có diện tích 43,6 km2, dân số theo điều tra năm 2000 của Cục điều tra dân số Hoa Kỳ là 26.206 người. Thành phố là ngoại ô phía bắc St. Louis và tọa lạc ở phía bắc sân bay quốc tế Lambert-St. Louis.